# Przedsiębiorca
Przedsiębiorca (fr. entrepreneur) – w potocznym ujęciu to osoba podejmująca się przedsięwzięcia dla celów zarobkowych.
W polskim systemie prawa nie ma jednolitej definicji przedsiębiorcy. Funkcjonujące definicje sprowadza się do tego, że przedsiębiorcą jest podmiot prawa, który prowadzi we własnym imieniu działalność gospodarczą (lub zawodową). W rozumieniu prawnym „przedsiębiorca” najczęściej nie jest synonimem przedsiębiorstwa, ani firmy.

## Rys historyczny
Słowo entrepreneur pochodzi z języka francuskiego, pojawiło się po raz pierwszy w Dictionnaire de la langue francaise w 1437.
Kluczowe dla norm regulujących prawo gospodarcze jest określenie podmiotu prowadzącego taką działalność. W międzywojennej Polsce przyjęto to rozwiązanie, wprowadzając w art. 2 § 1 kodeksu handlowego pojęcie kupca. Po II wojnie światowej zastąpiono je pojęciem jednostki gospodarczej i wyróżniano jednostki gospodarki uspołecznionej oraz jednostki gospodarki nieuspołecznionej. Sens takiego rozróżnienia był związany z gospodarką planową, dlatego ustawa Wilczka uchyliła „jednostkę gospodarczą” i wprowadziła pojęcie podmiotu gospodarczego.
Definicja „podmiotu gospodarczego” budziła liczne wątpliwości – spółka cywilna bywała uznawana za podmiot gospodarczy, zaś osoby prowadzące działalność gospodarczą niekoniecznie były zaliczane do tej kategorii – dlatego ustawa wprowadzająca przepisy o Krajowym Rejestrze Sądowym wprowadziła pojęcie przedsiębiorcy, nawiązujące do przedwojennego „kupca”.

## Definicje w polskim systemie prawa

### Definicje podstawowe
Podstawową definicję przedsiębiorcy sformułowano w art. 4 ust. 1 Prawa przedsiębiorców (do 29 kwietnia 2018 r. art. 4 ust. 1 ustawy o swobodzie działalności gospodarczej), zgodnie z którym przedsiębiorcą jest osoba fizyczna, osoba prawna lub jednostka organizacyjna niebędąca osobą prawną, a której ustawa przyznaje zdolność prawną, wykonująca działalność gospodarczą. Wyłącza zatem podmioty wykonujące działalność nie kwalifikującą się jako gospodarcza (np. kancelarie komornicze), ponadto w kolejnych artykułach następuje wyliczenie szeregu wyłączeń, dotyczących przede wszystkim rolników indywidualnych. Przedsiębiorcami są także wspólnicy spółki cywilnej „w zakresie wykonywanej przez nich działalności gospodarczej”, natomiast nie jest nim sama spółka cywilna. Tak zdefiniowany przedsiębiorca ma obowiązek rejestracji w Centralnej Ewidencji i Informacji o Działalności Gospodarczej (w przypadku osób fizycznych, w tym wspólników spółek cywilnych) albo rejestrze przedsiębiorców Krajowego Rejestru Sądowego (w przypadku pozostałych podmiotów).
Istotną rolę odgrywa także mająca w porównaniu do poprzedniej znacznie szersze znaczenie definicja przedsiębiorcy zawarta w art. 431 kodeksu cywilnego: „osoba fizyczna, osoba prawna i jednostka organizacyjna, która nie jest osobą prawną, a której ustawa przyznaje zdolność prawną, prowadząca we własnym imieniu działalność gospodarczą lub zawodową”. Obejmuje zatem również podmioty niepodlegające formalnej rejestracji jako przedsiębiorcy, ale uprawnione do prowadzenia działalności gospodarczej w ograniczonym zakresie na mocy przepisów szczególnych (np. koła łowieckie, koła gospodyń wiejskich, publiczne instytucje kultury, parki narodowe czy samodzielne publiczne zakłady opieki zdrowotnej), z kolei zwrot „lub zawodową” oznacza objęcie zakresem znaczeniowym definicji również kancelarii komorniczych, ponadto nie są z niej wyłączone, w przeciwieństwie do poprzedniej, indywidualne gospodarstwa rolne ani działalność pozarejestrowa osoby fizycznej, dopuszczalna pod określonymi warunkami przez 60 miesięcy na mocy art. 5. Prawa przedsiębiorców. Tak sformułowany rozumiany status przedsiębiorcy w rozumieniu kodeksowym nie zależy od wpisu do jednego ze wspomnianych wyżej dwóch rejestrów.
Do tych definicji odwołują się inne akty prawne, np. ustawa o informowaniu o cenach towarów i usług, ustawa o ochronie konkurencji i konsumentów czy ustawa o imprezach turystycznych i powiązanych usługach turystycznych.

### Inne definicje ustawowe
Niektóre akty prawne definiują pojęcie przedsiębiorca odmiennie, ale każda z tych definicji znajduje zastosowanie wyłącznie przy wykładni przepisów aktu, który ją zawiera.
Art. 2 ustawy o zwalczaniu nieuczciwej konkurencji brzmi: „Przedsiębiorcami, w rozumieniu ustawy, są osoby fizyczne, osoby prawne oraz jednostki organizacyjne niemające osobowości prawnej, które prowadząc, chociażby ubocznie, działalność zarobkową lub zawodową uczestniczą w działalności gospodarczej”. W tym przypadku kryterium to faktyczne uczestnictwo w działalności gospodarczej.
Najszersza definicja przedsiębiorcy znana prawu polskiemu znajduje się w art. 2 pkt 1 ustawy o przeciwdziałaniu nieuczciwym praktykom rynkowym: „osoby fizyczne, osoby prawne oraz jednostki organizacyjne nieposiadające osobowości prawnej, które prowadzą działalność gospodarczą lub zawodową, nawet jeżeli działalność ta nie ma charakteru zorganizowanego i ciągłego, a także osoby działające w ich imieniu lub na ich rzecz”.
Art. 4 ustawy o ochronie konkurencji i konsumentów do definicji z Prawa przedsiębiorców dodaje:
- „osobę fizyczną, osobę prawną, a także jednostkę organizacyjną niemającą osobowości prawnej, której ustawa przyznaje zdolność prawną, organizującą lub świadczącą usługi o charakterze użyteczności publicznej, które nie są działalnością gospodarczą w rozumieniu Prawa przedsiębiorców,
- osobę fizyczną wykonującą zawód we własnym imieniu i na własny rachunek lub prowadzącą działalność w ramach wykonywania takiego zawodu,
- osobę fizyczną, która posiada kontrolę nad co najmniej jednym przedsiębiorcą, choćby nie prowadziła działalności gospodarczej w rozumieniu Prawa przedsiębiorców, jeżeli podejmuje dalsze działania podlegające kontroli koncentracji,
- związek przedsiębiorców – na potrzeby przepisów dotyczących praktyk ograniczających konkurencję oraz praktyk naruszających zbiorowe interesy konsumentów”[12]. Te dodatkowe przepisy rozszerzają definicję przedsiębiorcy na niektóre stowarzyszenia, fundacje czy partie polityczne[17].

Według art. 3 ust. 1 pkt 3 przedsiębiorcą jest „osoba prowadząca w celach zarobkowych działalność wytwórczą, budowlaną, handlową lub usługową”. Prawo geologiczne i górnicze zaś stanowi, że w rozumieniu tej ustawy przedsiębiorcą „jest ten, kto posiada koncesję na prowadzenie działalności regulowanej ustawą”.

## Klasyfikacje
Wyróżnia się przedsiębiorców sensu stricto, czyli prowadzących działalność w celu zarobkowym, we własnym imieniu i zawodowo, oraz przedsiębiorców non for profit, którzy nie działają głównie w celu zarobkowym, ale mogą prowadzić działalność gospodarczą z przeznaczeniem zysków na cele statutowe. Poza tym dzieli się przedsiębiorców na rejestrowanych w Krajowym Rejestrze Sądowym (KRS) i w Centralnej Ewidencji i Informacji o Działalności Gospodarczej (CEIDG). Prowadzenie działalności wymaga wpisu w odpowiednim rejestrze (zależnie od tego, czy przedsiębiorca jest osobą fizyczną czy osobą prawną). Wpis do CEIDG może być dokonany zarówno elektronicznie, jak i papierowo, natomiast wpis do KRS od 2021 roku może być dokonany wyłącznie elektronicznie.
Zalecenie Komisji Europejskiej zawiera definicje mikroprzedsiębiorcy, małego i średniego przedsiębiorcy. Te same pojęcia określa Prawo przedsiębiorców w art. 7 ust. 1 (do 29 kwietnia 2018 r. ustawa o swobodzie działalności gospodarczej w art. 104–106). Te trzy kategorie, składające się na tzw. sektor MŚP, obejmują ponad 98% przedsiębiorców i tworzą ponad połowę PKB państw członkowskich Unii Europejskiej. Przeciwstawia się dużym przedsiębiorcom.